# Nassima Amrani
Pour les articles homonymes, voir Amrani (homonymie).
Nassima Amrani , née le 1er août 1993 , est une joueuse internationale algérienne de handball, évoluant au poste de  pivot,

## Biographie
En 2018, elle est convoquée en équipe d'Algérie, avec laquelle elle participe au Championnat d'Afrique 2018 puis au Championnat d'Afrique des nations 2022.

### Carrière
- HBC El Biar
- Handball Saint- Etienne Metropole 42 [3]

## Palmarès
- 8e place au Championnat d'Afrique 2018

- 10e place au Championnat d'Afrique 2022